# Jolanta Borawska
Jolanta Borawska (ur. 16 stycznia 1976) – polska lekkoatletka, młociarka.

## Kariera
Dwukrotna rekordzistka Polski – 51,58 & 51,92 (1996). Mistrzyni kraju (1998) oraz sześciokrotna brązowa medalistka. Wielokrotnie reprezentowała Polskę na międzynarodowych imprezach, jednak bez znaczących sukcesów. Reprezentantka Śląska Wrocław i AZS-AWF Wrocław.
Okazjonalnie startowała także w pchnięciu kulą oraz rzucie dyskiem. 

## Rekordy życiowe
- rzut młotem – 60,78 (2001)